# 吳真
吳真（1422年—？），字秉誠，直隸徽州府歙縣人，明朝政治人物。同進士出身。

## 生平
正統十二年（1447年）丁卯科應天府鄉試第二十七名。天順元年（1457年）丁丑科會試第二百五十六名，殿試登進士第三甲第一百三十五名。

## 家族
曾祖吳伯善。祖父吳積賢。父亲吳茂林。